# Премия имени В. П. Макеева
Премия имени В. П. Макеева — премия Государственного ракетного центра имени академика В. П. Макеева. Учреждена в 1988 году в память академика В. П. Макеева — основателя научно-конструкторской школы морского стратегического ракетостроения СССР и России. Вручается лицам, внёсшим большой вклад в развитие ракетно-космической техники.

## Описание

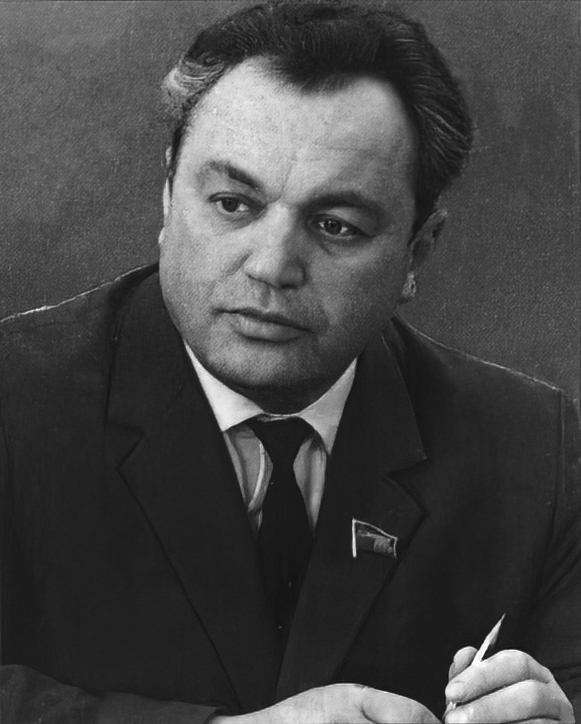
Академик В. П. Макеев

Премия имени академика В. П. Макеева была учреждена в 1988 году Государственным ракетным центром (ГРЦ). Присуждается работникам ГРЦ, авторским коллективам (не более, чем из 5 человек) и специалистам смежных организаций. Присуждается Президиумом научно-технического совета ГРЦ «за внедрение принципиально новых технологических решений, материалов и технологий; за научно-технические исследования, которые позволяют значительно улучшить характеристики разрабатываемых изделий по ракетно-космической и конверсионной тематике; за достижение высоких результатов в организационно-экономическом и социальном развитии предприятия».
Лауреатам премии вручается диплом и памятный нагрудный знак установленного образца.
По состоянию на октябрь 2007 года, лауреатами премии стал 441 сотрудник ГРЦ и 30 специалистов из смежных организаций.